# Over and Over Again
Over and Over Again es una canción grabada por el cantante británico Nathan Sykes. La canción está compuesta por Sykes, Harmony Samuels, Carmen Reece entre otros. 
Estos compositores también participaron en la composición del dueto junto a Ariana Grande "Almost Is Never Enough" (2013). El tema fue lanzado el 18 de octubre de 2015 como el segundo sencillo del álbum de Sykes Unfinished Buisness (2016). La canción llegó al número 8 en las listas de éxitos del Reino Unido.[cita requerida]

### Versión con Ariana Grande
Una colaboración remix junto a la estadounidense Ariana Grande fue lanzado el 15 de enero de 2016. El 21 de noviembre de 2015 Sykes lanzó un EP de remixes de la versión en solitario de Over And Over.

## Antecedentes
En agosto de 2013, la cantante Ariana Grande lanzó un dúo con Sykes llamado "Almost Is Never Enough" para la banda sonora de Cazadores de sombras: Ciudad de hueso. Los rumores de pareja entre los dos comenzaron a comenzar poco después los cuales se confirmaron durante los siguientes meses. Nathan y Ariana salieron por unos meses antes de romper la relación en diciembre.
Durante el 2014 y el 2015, Nathan hizo varias entrevistas en las que confirmó que seguían siendo amigos y continuó hablando. Esta amistad no se extendió demasiado, así como ninguna mención de que en cualquiera de los medios de comunicación social. Nathan también declaró que estaba escribiendo algunas canciones para su primer álbum sobre y con Ariana.

## Presentaciones en vivo
Sykes realizó la canción en directo en The X Factor UK el 22 de noviembre de 2015. También interpretó una versión reducida de la canción en Late Late Show con James Corden. También interpretó el remix junto a Grande pero sustituyéndola por Louisa Johnson en el Summertime Ball de 2016 cortesía de Capital FM.

## Vídeo Musical
El videoclip de la canción fue estrenó el 28 de octubre de 2015 en su canal de Vevo y YouTube

## Lista de canciones del EP de Remixes
| Over and Over Again (The Remixes) | Over and Over Again (The Remixes)                 | Over and Over Again (The Remixes) |
| No.                               | Title                                             | Length                            |
| --------------------------------- | ------------------------------------------------- | --------------------------------- |
| 1.                                | "Over and Over Again"                             | 4:07                              |
| 2.                                | "Over and Over Again" (Cahill Remix) (Radio Edit) | 3:13                              |
| 3.                                | "Over and Over Again" (Elephante Original Remix)  | 3:34                              |
| 4.                                | "Over and Over Again" (Cahill Remix)              | 6:45                              |
| 5.                                | "Over and Over Again" (Elephante Remix)           | 4:46                              |

## Listas de éxitos

### Versión en solitario
| Lista                                          | Posición más alta |
| ---------------------------------------------- | ----------------- |
| Escocia (Official Charts Company)              | 6                 |
| Reino Unido (Official Charts Company)          | 8                 |
| Reino Unido UK Indie (Official Charts Company) | 2                 |

[cita requerida]

### Remix con Ariana Grande
| Chart (2016)                                    | Peak position |
| ----------------------------------------------- | ------------- |
| Escocia (Official Charts Company)               | 28            |
| Reino Unido (Official Charts Company)           | 54            |
| Estados Unidos Adult Contemporary (Billboard)   | 16            |
| Estados Unidos US Dance Club Songs (Billboard)  | 1             |
| Estados Unidos US Mainstream Top 40 (Billboard) | 29            |

[cita requerida]

## Historial de lanzamiento
| Región         | Fecha                   | Format                                     | Label                |
| -------------- | ----------------------- | ------------------------------------------ | -------------------- |
| Reino Unido    | 18 de octubre de 2015   | Descarga digital (Solo version)            | Global Entertainment |
| Reino Unido    | 21 de noviembre de 2015 | Descarga digital (Jumpsmokers remix)       | Global Entertainment |
| Reino Unido    | 21 de noviembre de 2015 | Descarga digital (Remixes)                 | Global Entertainment |
| Reino Unido    | 23 de noviembre de 2015 | Descarga digital (Acoustic sessions)       | Global Entertainment |
| Reino Unido    | 15 de enero de 2016     | Descarga digital (con Ariana Grande)       | Global Entertainment |
| Estados Unidos | 15 de enero de 2016     | Descarga digital (con Ariana Grande)       | Global Entertainment |
| Estados Unidos | 2 de marzo de 2016      | Contemporary hit radio (con Ariana Grande) | Global Entertainment |

- Datos: Q21775845